# داني ميرفي
دانيل بنجامين ميرفي (بالإنجليزية: Danny Murphy)‏، من مواليد 18 مارس 1977 في تشيستر في إنجلترا، لاعب كرة قدم إنجليزي.
بدأ مسيرته الكروية مع نادي كرو ألكساندرا في عام 1993، ولعب معهم حتى عام 1997، وشارك معهم في 134 مباراة وسجل 27 هدف، وفي عام 1997 انتقل إلى نادي ليفربول، ولعب معهم حتى عام 2004، وشارك معهم في 168 مباراة وسجل 18 هدف، وفي موسم 1998/1999 أعير إلى نادي كرو ألكساندرا، ولعب معهم 16 مباراة وسجل هدف واحد، وفي عام 2004 انتقل إلى نادي تشارلتون أثلتك، ولعب معهم حتى عام 2006، وشارك معهم في 56 مباراة وسجل 7 أهداف، وفي عام 2006 انتقل إلى نادي توتنهام هوتسبر. ومنذ عام 2007 وهو يلعب مع نادي فولهام.
و قد بدأ باللعب مع منتخب إنجلترا لكرة القدم في عام 2001 وحتى عام 2003، وشارك معهم في 9 مباريات وسجل هدف واحد.

## مسيرته الكروية

### مع الأندية
لعب داني ميرفي خلال مسيرته الاحترافية مع 6 أندية في اثنين وعشرين موسمًا وسجل خلالها 81 هدفًا ضمن 593 مباراة. حيث فاز في موسم واحد بالكأس ولم يفز بأي دوري.
خاض داني ميرفي مسيرته مع نادي كرو ألكساندرا في موسم 1993–94 في المرة الأولى ليلعب معه أربعة مواسم ثم في موسم 1998–99 لمدة موسم واحد، مشاركًا طوالها في 147 مباراة سجل خلالها 28 هدفًا. ثم انتقل إلى نادي ليفربول في موسم 1997–98 في المرة الأولى ولمدة موسمين ثم في موسم 1999–00 ليلعب معه خمسة مواسم، حيث شارك طوالها في 167 مباراة سجل خلالها 25 هدفًا. لينتقل بعدها إلى نادي تشارلتون أثلتيك في موسم 2004–05 ولمدة موسمين، مشاركًا في 56 مباراة سجل خلالها 7 أهداف. ثم انتقل إلى نادي توتنهام هوتسبير في موسم 2005–06 ولمدة موسمين، مشاركًا في 22 مباراة سجل خلالها هدفين. هذا وانتقل لاحقًا إلى نادي فولهام في موسم 2007–08 ليلعب معه خمسة مواسم، مشاركًا في 168 مباراة سجل خلالها 18 هدفًا. ثم انتقل بعدها إلى نادي بلاكبيرن روفرز في موسم 2012–13 لمدة موسم واحد، مشاركًا في 33 مباراة سجل خلالها هدفًا واحدًا.

### مع المنتخب
شارك مورفي مع منتخب إنجلترا تسع مرات وأحرز هدفًا واحدًا. كانت مشاركته الأولى في مباراة ودية أمام السويد في نوفمبر 2001، وكان هدفه الوحيد في مباراة أمام باراغواي انتهت بفوز إنجلترا بأربعة أهداف مقابل لاشيء أجريت في أبريل 2002. تم استدعاء مورفي ليكون بديلاً لستيفن جيرار وكان من المفترض أن يلعب في كأس العالم 2002، لكنه اضطر إلى الانسحاب بسبب تعرضه لإصابة.

## روابط خارجية
- داني ميرفي على موقع الاتحاد الدولي (مؤرشف)  (الإنجليزية)
- داني ميرفي على موقع الاتحاد الأوربي (الإنجليزية)
- داني ميرفي على موقع قاعدة بيانات كرة القدم.إي يو (الإنجليزية)
- داني ميرفي على موقع ليكيب (الفرنسية)
- داني ميرفي على موقع ناشيونال فوتبول تيمز (الإنجليزية)
- داني ميرفي على موقع Soccerbase.com (لاعب) (الإنجليزية)
- داني ميرفي على موقع Soccerway.com (الإنجليزية)
- داني ميرفي على موقع عالم كرة القدم.نت (الإنجليزية)
- داني ميرفي على موقع كووورة